# NGC 4766
NGC 4766 (również PGC 43766) – galaktyka soczewkowata (S0), znajdująca się w gwiazdozbiorze Panny. Odkrył ją Wilhelm Tempel w 1882 roku.